# На среща с Венера
„На среща с Венера“ (на английски: Meeting Venus) е романтична трагикомедия от 1991 г. на унгарския режисьор Ищван Сабо, който е съсценарист с Майкъл Хърст, и участват Глен Клоуз и Нилс Ареструп. Филмът е заснет в Будапеща, Унгария. Той е копродукция между Великобритания, САЩ и Япония.